# Rajons de Madona
Le rajons de Madona était situé dans la partie sud du Vidzeme. Les rajons ont été supprimés par la réforme administrative de 2009.
Son territoire s'étend  sur 3 349,3 km2 dont 1 529,8 km2 de forêt. La spécialité est le champignon dit de morelles. Le point culminant est aussi celui de la Lettonie (Gaiziņkalns : 311,6 m). La population s'élève à 45 388 habitants mais est en forte baisse à cause d'un exode rural galopant. La densité est de 13.9 hab/km2 avec pour extrême : Jumurda (3,1 hab./km2). La population est à plus de 87 % lettone. Les pagasti (communes) qui le composent sont particulièrement vastes.

## Population (2000)
Au recensement de l'an 2000, le district avait 46 459 habitants, dont :
- Lettons : 40 490 personnes, soit 87,15 %.
- Russes  :  4 139 personnes, soit  8,91 %.
- Biélorusses  :    613 personnes, soit  1,32 %.
- Polonais  :    388 personnes, soit  0,84 %.
- Ukrainiens  :    360 personnes, soit  0,77 %.
- Lituaniens  :    179 personnes, soit  0,39 %.
- Autres  :    287 personnes, soit  0,62 %.

Le terme Autres inclut notamment des ressortissants issus de l'ex-URSS (Estoniens, Moldaves...), ainsi que des Rroms.

## Communes

### Pilseta
- Madona
- Cesvaine
- Varakļāni
- Lubana

### Pagasts
- Arona (pagasts)
- Barkava
- Berzaune
- Dzelzava
- Ergli
- Indrani
- Varaklani
- Jumurda
- Kalsnava
- Lazdona
- Liezere
- Laudona
- Marciena
- Metriena
- Murmastiene
- Osupe
- Prauliena
- Sarkani
- Sausneja
- Vestiena